# 1990年尼泊尔人民运动
1990年尼泊尔人民运动（羅馬化：2046 Jana Andolan，直译：「2046年人民运动」）是尼泊尔历史上的一场多党派联合运动。该运动终结君主专制制度，确立君主立宪制，并废除无党派评议会制。
这场运动的显著特征是各政党的团结合作。7个共产主义政党组成联合左翼阵线，并与尼泊尔大会党等政党合作。这种团结的一个重要成果是尼泊尔共产党（联合马列）的成立。